# Örökkévalók
A Örökkévalók (eredeti cím: Eternals) 2021-ben bemutatott amerikai szuperhősfilm a Marvel Studios gyártásában. A film a Marvel-moziuniverzum (MCU) huszonhatodik filmje. Rendezője Chloé Zhao, írója Matthew K. Firpo, Ryan Firpo és Jack Kirby. A főszerepben Angelina Jolie, Richard Madden, Kumail Nanjiani, Salma Hayek, Brian Tyree Henry, Ma Dongszok (Ma Dong-seok), Lia McHugh és Lauren Ridloff látható.
Az Egyesült Államokban és Magyarországon többször elhalasztották a Covid19-pandémia miatt, végül Amerikában 2021. november 5-én, Magyarországon 2021. november 4-én mutatták be.

## Cselekmény
I. e. 5000-ben tíz Örökkévaló jött a Földre Arishem bíró parancsára, hogy megvédjék azt a Deviánsoktól: Aiak, Szirszé, Druig, Ikarisz, Phaisztosz, Szipor, Kingo, Gilgames, Théné és Makar. A tízes évszázadokon át együttműködött. 1521-ben kivégezték az utolsó Deviánsokat, igy ideiglenesen külön váltak, amíg a bíró nem jelentkezik.
500 évvel később, napjainkban Szirszé és Szipor Londonban él. Szirszé a Természettudományi Múzeumban dolgozik, a párjával Dane Whitman-nel (aki egy halandó), miután 500 éve szakított Ikarisszal. Egy este rájuk támad Kro, akit a hirtelen felbukkanó Ikarisz elüldöz. Szirszé felfedezi, hogy a Deviáns Aiak sebbegyógyító erejét használta, majd a trió elindul, hogy megkeressék a többieket. Először Dél-Dakotába mennek Aiakhoz, de felfedezik, hogy Kro megölte őt. Kiderül, hogy Aiak Szirszére ruházta azt a képességet, hogy tudjon beszélni Arishemmel. Arishem elmondja, hogy a Föld egyfajta keltetőként szolgál, hogy előhozzák Tiamutot, az Égit. Az Égi úgy tud a bolygóból kiemelkedni, ha elég ember él a bolygón és a pittyenés hatására sikerült ez elérni. Azt is felfedi többek között, hogy az Örökkévalók igazából nem is élnek, hanem Arishem hozta létre őket.
Miután Kingót, Thénét és Gilgamest megtalálták, elmennek Druighoz Amazóniába, ahol Druig az elméjével egy emberkolóniát irányít. A Deviánsok itt is megtámadják őket. A csata közben Gilgames meghal és Kro elszívja az erejét. A maradék Deviánsokat Ikarisz és Szirszé elintézik. Ezután elmennek Phaisztoszért. A Domon pedig megtalálják Makart. Ikarisz elmondja, hogy ő tudott a kiemelkedésről. Druig telepátiával kideríti, hogy Ikarisz ölte meg Aiakot. Ikarisz elhagyja a csapatot és vele megy Szipor is, mert szerelmes belé. Kingo is elhagyja a csapatot, mert nem akar megküzdeni Tiamuttal.
Makar megtalálja a kiemelkedés helyét. Szirszé kitalálja, hogy altassák el Tiamutot, és Phaisztosz kifejleszti az egyesült elmét, amin keresztül az Örökkévalók energiát tudnak egymásnak átadni. A helyszínre érve Ikarisz es Szipor megtámadják őket. Ikarisz látszólag megöli Druigot. Szirszé elindul, hogy végezzen Tiamuttal Szipor megszúrja, de Druig leüti Sziport. Közben megérkezik Kro, de Théné hamar végez vele. Phaisztosz leláncolja Ikariszt. Ikarisz végül kiszabadul, de az érzelmei miatt képtelen végezni Szirszével. Szirszé aktiválja az egyesült elmét, amihez Ikarisz és Szipor is csatlakozik, majd jéggé változtatja Tiamutot. A vereséget látva Ikarisz belerepül a Napba, Szirszé pedig Szipor kérésére halandó emberré változtatja a lányt. A csapat különválik: Druig, Théné és Makar elmennek a Domoval a többi Örökkévalóért, míg Szipor, Szirszé, Kingo és Phaisztosz a Földön marad. Arishem megjelenik és közli, hogy elégedetlen, majd elviszi őket.
A stáblista közepén lévő jelenetben megjelenik Eros és Pip, majd előbbi közli, hogy tudja, hova kerültek a földi Örökkévalók.
A stáblista végén Dane felnyit egy ládát, amiben egy kard található, majd Penge megkérdezi tőle, hogy készen áll-e.

## Szereplők
| Szerep              | Színész                    | Magyar hang         | Leírás |
| ------------------- | -------------------------- | ------------------- | --- |
| Szirszé             | Gemma Chan                 | Gombó Viola Lotti   | Az Örökkévalók tagja, aki szereti az embereket és képes manipulálni az élettelen anyagokat. A jelenben múzeumi kurátorként jelenik meg, ahol Dane Whitmannel jár. |
| Ikarisz             | Richard Madden             | Bárnai Péter        | Az egyik legerősebb Örökkévaló. Képes repülni és lézer csíkot lő ki szeméből.                                                                                     |
| Kingo               | Kumail Nanjiani            | Kovács Lehel        | Az Örökkévalók tagja, aki a tenyeréből energialövedéket tud lőni. A Földön bollywoodi filmsztár.                                                                  |
| Szipor              | Lia McHugh                 | Stern Hanna         | Az Örökkévalók kis termetű tagja, aki illúziókat tud kreálni. |
| Phaisztosz          | Brian Tyree Henry          | Gémes Antos         | Az Örökkévalók tagja, feltaláló. |
| Makkar              | Lauren Ridloff             | Nem szólal meg      | Az Örökkévalók tagja, aki siketnéma és szupergyors. |
| Druig               | Barry Keoghan              | Katona Péter Dániel | Egy zárkózott Örökkévaló tag, aki képes manipulálni mások elméjét.                                                                                                |
| Gilgames            | Ma Dongszok (Ma Dong-seok) | Mészáros Máté       | A leghatalmasabb Örökkévalók tag. |
| Karun               | Harish Patel               | Kassai Károly       | Kingo inasa. |
| Dane Whitman        | Kit Harington              | Fehér Tibor         | Halandó ember, aki a londoni Természettudományi Múzeumban dolgozik. Szirszével jár.                                                                               |
| Aiak                | Salma Hayek                | Pikali Gerda        | Az Örökkévalók vezetője, aki képes más lényeket meggyógyítani. |
| Théné               | Angelina Jolie             | Lévay Viktória      | Az Örökkévalók tagja, a háború istennője, bármilyen fegyvert képes létrehozni.                                                                                    |
| Kro                 | Bill Skarsgård (hang)      | Pataki Ferenc       | A Deviánsok vezetője. |
| Arishem             | David Kaye (hang)          | Zöld Csaba          | Égi, létrehozta az összes életet az univerzumban, bíró. |
| Ben                 | Haaz Sleiman               | Varga Gábor         | Phaisztosz férje. |
| Jack                | Esai Daniel Cross          | Kovács András Bátor | Phaisztosz fia. |
| Fiú                 | Zain Al Rafeea             | eredeti hang        | Mezopotámiai lakos. |
| Eros / Űrróka       | Harry Styles               | Kenéz Ágoston       | Thanos testvére. |
| Pip, a troll        | Patton Oswalt (hang)       | Hannus Zoltán       | Eros segítője. |
| Eric Brooks / Penge | Mahershala Ali (hang)      | Csankó Zoltán       | Félig ember, félig vámpír. |

## Magyarul olvasható
- James Hill: Mítoszok és legendák. Thor, az Örökkévalók, a Fekete Párduc és a Marvel-univerzum epikus eredete; ford. Sepsi László; Kolibri, Bp., 2021